# Mammillaria elongata
Mammilaria elongata – gatunek rośliny z rodziny kaktusowatych. Występuje w środkowym Meksyku, poza tym uprawiany. Osiąga do 15 cm wysokości i 30 cm szerokości, pędy gęsto skupione, owalne, pokryte żółtymi lub brązowymi cierniami. Wiosną rozwijają się białe lub żółte kwiaty. Jest to jeden z najważniejszych pod względem użytkowym, a przy tym jeden z najbardziej zmiennych gatunków ze swego rodzaju. Gatunek wyróżniony został przez Royal Horticultural Society nagrodą Award of Garden Merit.

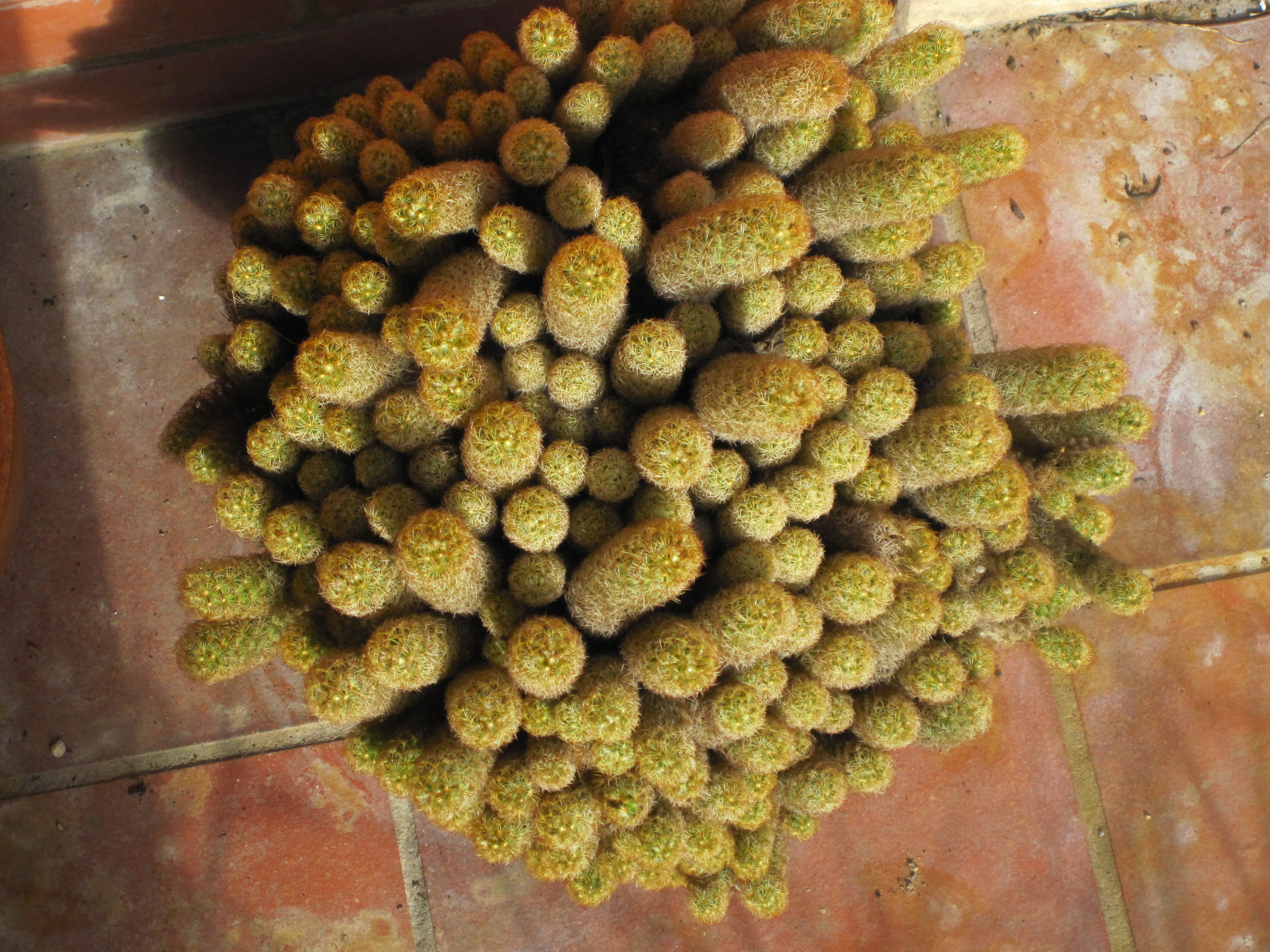
Mammillaria elongata
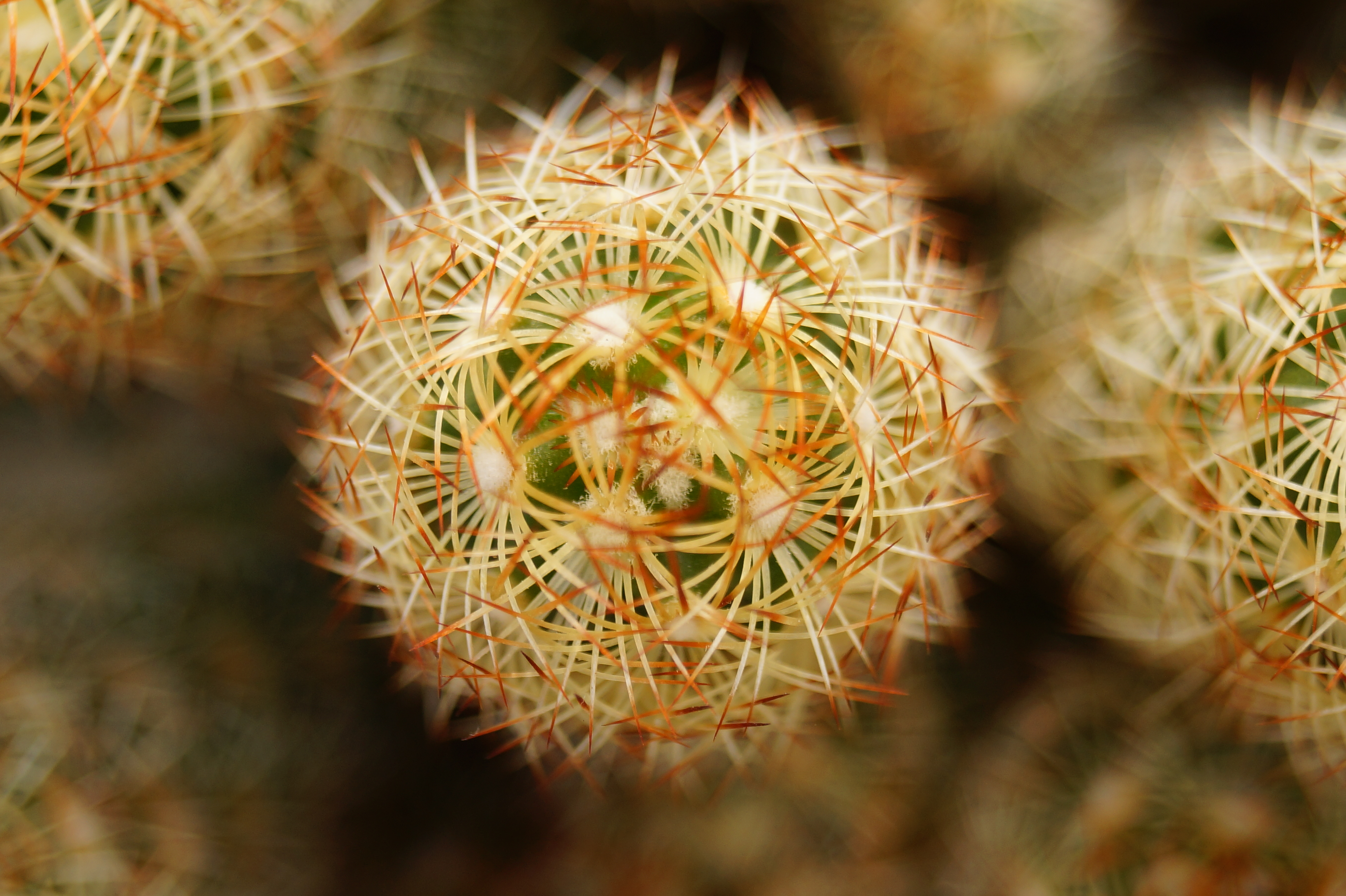
Widok z góry odmiany 'Ladyfinger'
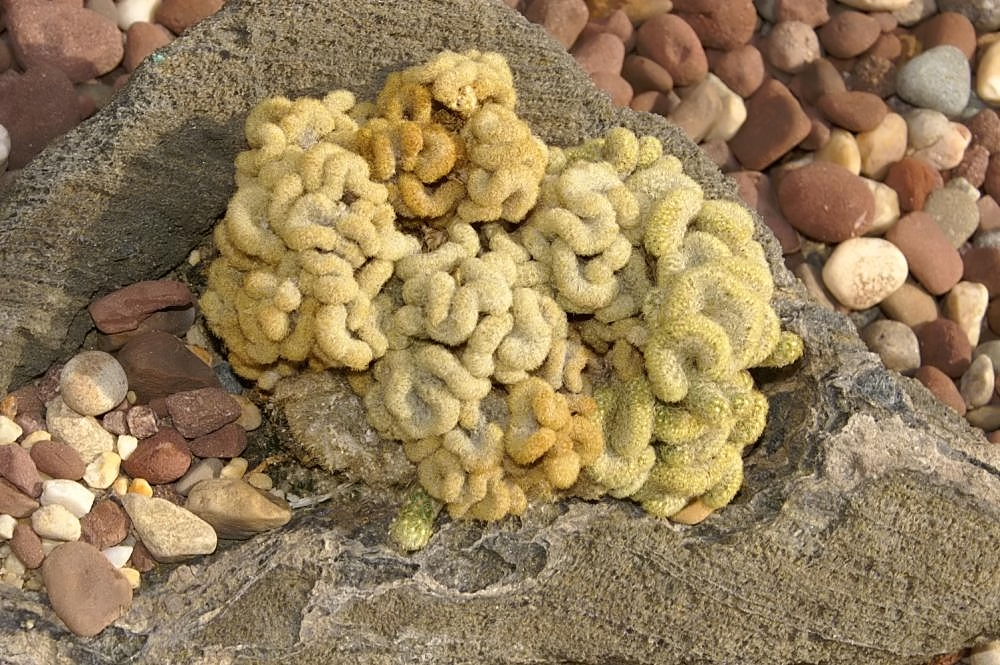
Mammillaria elongata 'Cristata'